# Okres Bucheggberg
Okres Bucheggberg (německy Bezirk Bucheggberg) je jedním z 10 okresů v kantonu Solothurn ve Švýcarsku. Administrativním centrem okresu je Buchegg.

## Geografie
Okres Bucheggberg se nachází v nejjižnější části kantonu Solothurn, jihozápadně od kantonálního hlavního města, Solothurnu. Ze tří stran je obklopen kantonem Bern.

## Seznam obcí
| Znak                   | Název obce             | Počet obyvatel (31. 12. 2022) | Rozloha (km²) | Hustota zalidnění (obyv./km²) |
| ---------------------- | ---------------------- | ----------------------------- | ------------- | ----------------------------- |
| Biezwil                | Biezwil                | 356                           | 4,15          | 86                            |
| Buchegg                | Buchegg                | 2898                          | 25,65         | 14                            |
| Lüsslingen-Nennigkofen | Lüsslingen-Nennigkofen | 1119                          | 7,81          | 143                           |
| Lüterkofen-Ichertswil  | Lüterkofen-Ichertswil  | 895                           | 4,43          | 202                           |
| Messen                 | Messen                 | 1471                          | 11,89         | 124                           |
| Schnottwil             | Schnottwil             | 1131                          | 7,18          | 158                           |
| Unterramsern           | Unterramsern           | 222                           | 1,58          | 141                           |
| Celkem (7)             | Celkem (7)             | 8092                          | 62,68         | 129                           |